# Jean (Dunois)
1. REDIRECT Jean de Dunois